# 双谊镇
双谊镇是中华人民共和国四川省宜宾市翠屏区下辖的一个镇。
2018年6月19日，国务院批复同意四川省调整宜宾市部分行政区划，将原宜宾县的双谊镇划归翠屏区管辖。

## 行政区划
双谊镇下辖以下村级行政区划单位：
双谊社区、花古社区、左庙村、红场村、文光村、罗咀村、堰丰村、新政社区村、双凤村、罗林村、明光村、双华村、五里村、三岔村、毛桥村、真武村、陈桥村、银定村、文明村、同盟村、老店村、鱼形村和花古村。